# Ratpenat cuallarg de Peale
El ratpenat cuallarg de Peale (Nyctinomops aurispinosus) és una espècie de ratpenat de la família dels molòssids que es troba a Bolívia, el Brasil, Colòmbia, la Guaiana Francesa, Guaiana, Mèxic, el Paraguai, el Perú, Surinam i Veneçuela.